# Luis Montes
Luis Arturo Montes Jiménez (Ciudad Juárez, Chihuahua, 1986. május 15. –) egy mexikói válogatott labdarúgó, aki jelenleg a Leónban játszik középpályásként.

## Pályafutása

### Klubcsapatokban
A mexikói első osztályban 2007. március 31-én lépett először pályára, amikor csapata, a Pachuca 3–0-s győzelmet aratott a San Luis FC felett. Egészen 2011-ig a Pachucában maradt, de ekkor a másodosztályú Leónhoz igazolt, amellyel megnyerték a másodosztályú bajnokságot, és feljutottak az első osztályba, ahol hamarosan bajnokok lettek. A teljes 2014 Apertura szezont egy súlyos sérülés miatt ki kellett hagynia.
A Pachucával egy, a Leónnal két mexikói bajnoki címet szerzett:
- 2007 Clausura (Pachuca)
- 2013 Apertura (León)
- 2014 Clausura (León)

### A válogatottban
A válogatottban először 26 évesen, 2013. április 17-én mutatkozott be egy Peru elleni barátságos mérkőzésen. Később részt vett a 2013-as CONCACAF-aranykupán is, ahol négy mérkőzésen két gólt szerzett, végül Mexikó bronzérmes lett.

#### Mérkőzései a válogatottban
| Mexikó | Mexikó             | Mexikó                                        | Mexikó           | Mexikó   | Mexikó             | Mexikó                          | Mexikó | Mexikó      |
| #      | Dátum              | Helyszín                                      | Hazai            | Eredmény | Vendég             | Kiírás                          | Gólok  | Esemény     |
| ------ | ------------------ | --------------------------------------------- | ---------------- | -------- | ------------------ | ------------------------------- | ------ | ----------- |
| 1.     | 2013. április 17.  | San Francisco, Candlestick Park               | Mexikó           | 0 – 0    | Peru               | barátságos                      | 0      | 73'         |
| 2.     | 2013. július 11.   | Seattle, CenturyLink Field                    | Mexikó           | 2 – 0    | Kanada             | CONCACAF-aranykupa, csoportkör  | 0      | 87'         |
| 3.     | 2013. július 14.   | Denver, Sports Authority Field                | Martinique       | 1 – 3    | Mexikó             | CONCACAF-aranykupa, csoportkör  | 1      | 33'         |
| 4.     | 2013. július 20.   | Atlanta, Georgia Dome                         | Mexikó           | 1 – 0    | Trinidad és Tobago | CONCACAF-aranykupa, negyeddöntő | 0      | 60' 88'     |
| 5.     | 2013. július 24.   | Arlington, Cowboys Stadium                    | Panama           | 2 – 1    | Mexikó             | CONCACAF-aranykupa, elődöntő    | 1      | 25'         |
| 6.     | 2013. október 30.  | San Diego, Qualcomm stadion                   | Mexikó           | 4 – 2    | Finnország         | barátságos                      | 0      | 54'         |
| 7.     | 2013. november 13. | Mexikóváros, Estadio Azteca                   | Mexikó           | 5 – 1    | Új-Zéland          | vb-selejtező                    | 0      | 58'         |
| 8.     | 2013. november 20. | Wellington, Westpac stadion                   | Új-Zéland        | 2 – 4    | Mexikó             | vb-selejtező                    | 0      | 2' 57'      |
| 9.     | 2014. január 29.   | San Antonio, Alamodome                        | Mexikó           | 4 – 0    | Dél-Korea          | barátságos                      | 0      | 45'         |
| 10.    | 2014. március 5.   | Atlanta, Georgia Dome                         | Mexikó           | 0 – 0    | Nigéria            | barátságos                      | 0      | 45'         |
| 11.    | 2014. április 2.   | Glendale, University of Phoenix Stadium       | Egyesült Államok | 2 – 2    | Mexikó             | barátságos                      | 0      | 56'         |
| 12.    | 2014. május 31.    | Arlington, AT&T Stadion                       | Mexikó           | 3 – 1    | Ecuador            | barátságos                      | 1      | 32' 39' 41' |
| 13.    | 2015. április 15.  | San Antonio, Alamodome                        | Egyesült Államok | 2 – 0    | Mexikó             | barátságos                      | 0      | 79'         |
| 14.    | 2015. május 30.    | Tuxtla Gutiérrez, Estadio Víctor Manuel Reyna | Mexikó           | 3 – 0    | Guatemala          | barátságos                      | 0      | 45'         |
| 15.    | 2015. június 3.    | Lima, Estadio Nacional                        | Peru             | 1 – 1    | Mexikó             | barátságos                      | 0      | 65'         |
| 16.    | 2015. június 7.    | São Paulo, Allianz Parque                     | Brazília         | 2 – 0    | Mexikó             | barátságos                      | 0      | 76'         |
| 17.    | 2015. június 12.   | Viña del Mar, Estadio Sausalito               | Mexikó           | 0 – 0    | Bolívia            | Copa América, csoportkör        | 0      | 80'         |
| 18.    | 2016. február 10.  | Miami, Marlins Park                           | Mexikó           | 2 – 0    | Szenegál           | barátságos                      | 0      | 46'         |
| 19.    | 2017. február 8.   | Las Vegas, Sam Boyd Stadium                   | Mexikó           | 1 – 0    | Izland             | barátságos                      | 0      | 66'         |
| 20.    | 2019. március 22.  | San Diego, SDCCU Stadium                      | Mexikó           | 3 – 1    | Chile              | barátságos                      | 0      | 84'         |
| 21.    | 2019. március 26.  | Santa Clara, Levi’s Stadium                   | Mexikó           | 4 – 2    | Paraguay           | barátságos                      | 1      | 68' 89' 91' |
| 22.    | 2019. június 9.    | Arlington, AT&T Stadion                       | Mexikó           | 3 – 2    | Venezuela          | barátságos                      | 1      | 63' 64'     |
| 23.    | 2019. június 19.   | Denver, Broncos Stadium                       | Mexikó           | 3 – 1    | Kanada             | CONCACAF-aranykupa, csoportkör  | 0      | 68'         |
| 24.    | 2019. június 29.   | Houston, NRG Stadium                          | Mexikó           | 1 – 1    | Costa Rica         | CONCACAF-aranykupa, negyeddöntő | 0      | 90'         |
| 25.    | 2019. július 2.    | Glendale, State Farm Stadium                  | Haiti            | 0 – 1    | Mexikó             | CONCACAF-aranykupa, elődöntő    | 0      | 105'        |
|        | Összesen           |                                               |                  | 25       | mérkőzés           |                                 | 5      | gól         |